# Sporting Challenger 2004
Lo Sporting Challenger 2004 è stato un torneo di tennis facente parte della categoria ATP Challenger Series nell'ambito dell'ATP Challenger Series 2004. Il torneo si è giocato a Torino in Italia dal 24 al 30 maggio 2004 su campi in terra rossa.

## Vincitori

### Singolare
Álex Calatrava ha battuto in finale  Hermes Gamonal con il punteggio di 5–7, 6–3, 6–2

### Doppio
Leonardo Azzaro /  Giorgio Galimberti hanno battuto in finale  Hermes Gamonal /  Adrián García con il punteggio di 6–1, 6–3